# Ischyropsalis magdalenae
Ischyropsalis magdalenae is een hooiwagen uit de familie Ischyropsalididae.